# Maiara Walsh
Maiara Kyilor Walsh (Seattle, 18 de Fevereiro de 1988) é uma atriz e cantora brasilo-estadunidense. Ficou mais conhecida após interpretar Meena Paroom na série Cory na Casa Branca. Em 2010, Maiara deu voz à personagem Jenny na animação Adolepeixes, do Disney Channel. Já em 2011, Maiara foi uma das grandes apostas do filme Meninas Malvadas 2, continuação de Meninas Malvadas, o filme que ficou famoso por consagrar atrizes na época iniciantes, como Lindsay Lohan, Rachel McAdams, Amanda Seyfried e Lacey Chabert. Nessa versão, Maiara interpreta a vilã principal, chamada Mandi DuPont.

## Biografia
Walsh nasceu na cidade de Seattle, filha de mãe brasileira e pai norte-americano. Quando tinha dois anos de idade, sua família se mudou para São Paulo. Isso faz ela se considerar, além de estadunidense, também brasileira. Ela mudou-se para Simi Valley, na Califórnia, quando fez 11 anos, para prosseguir com a sua carreira de atriz. Atualmente, mora nos Estados Unidos, porém, sempre que pode, ela visita seus parentes no Brasil. Atualmente, está fazendo faculdade de Psicologia.

## Carreira
Maiara atua desde os 11 anos. Aos 14, contratou seu primeiro agente e, aos 18, fez testes para a Disney. Depois, foi selecionada para a série americana Cory na Casa Branca. Sabe falar inglês, português e espanhol. Maiara já fez uma participação especial no programa Zapping Zone, do Brasil, em 2007. Em 2009, fez algumas participações na série Desperate Housewives, onde interpreta Ana Solís, sobrinha de Carlos e Gabrielle. Em 2010, fez participações em The Vampire Diaries. Em 2011, viveu, no cinema, a terrível e maquiavélica vilã Mandi DuPont em Mean Girls 2, que queria destruir a vida social de Jo & Abby. Atualmente, está fazendo a série Switched at Birth. Interpretou Abigail, na série bíblica Reis, da RecordTV.

## Filmografia
- 2022 - Reis[4] - Abigail
- 2021 - Diários de Intercâmbio - Kat
- 2020 - Coisa Mais Linda - Sarah
- 2016 - Notorious - Willow
- 2015 - Summer Camp - Michelle
- 2014 - Agentes da S.H.I.E.L.D.
- 2013 - The Starving Games - Kantmiss Evershot
- 2013 - General Education - Katie
- 2012 - Empty Sky
- 2012 - A Chance of Rain - Kelley
- 2012 - One of Us Must Know - Emily
- 2012 - Switched at Birth - Simone Sinclair
- 2011 - Mean Girls 2 - Mandi
- 2010 - The Vampire Diaries (TV) - Sarah
- 2010 - The Secret Life of the American Teenager (TV) - Uma das mães adolescentes do programa de Amy
- 2010 - Fish Hooks - na voz de Jenny
- 2009 - Desperate Housewives (TV) como Ana Solis
- 2009 - The Prankster como Sage
- 2009 - Revolution (TV) como Emily
- 2007-2008 - Cory na Casa Branca (TV) como Meena Paroom
- 2008 - Lullabye Before I Wake como Megan
- 2005 - Unfabulous (TV) como prima

## Discografia
- 2008: DC3 (CD da banda de Cory, na série Cory in The House, que não foi lançado)

### Músicas
Todas de Cory In The House.
- More than Friends
- Thinking of You
- Those Days are Gone
- Turn it up
- It's a Beautiful Day